# Орбоєшть
Орбоєшть, Орбоєшті (рум. Orboești) — село у повіті Яломіца в Румунії. Входить до складу комуни Андрешешть.
Село розташоване на відстані 81 км на схід від Бухареста, 20 км на захід від Слобозії, 129 км на захід від Констанци, 119 км на південний захід від Галаца.

## Населення
За даними перепису населення 2002 року у селі проживали 434 особи, усі — румуни. Усі жителі села рідною мовою назвали румунську.